# Vuolle Råvejávrre
Vuolle Råvejávrre, enligt tidigare ortografi Vuolle-Råvvejaure, är en sjö i Jokkmokks kommun i Lappland och ingår i Luleälvens huvudavrinningsområde. Sjön har en area på 1,08 kvadratkilometer och ligger 922,6 meter över havet. Sjön avvattnas av vattendraget Gárddevárjåhkå.
Det lulesamiska förledet vuolle betyder nedre och syftar på att sjön ligger nedströms den större sjön Råvejávrre. Nedströms Vuolle Råvejávrre ligger de två sjöarna Skállojávrre och Basskajávrre.

## Delavrinningsområde
Vuolle Råvejávrre ingår i det delavrinningsområde (744721-154743) som SMHI kallar för Utloppet av Vuolle-Råvvejaure. Medelhöjden är 1 034 meter över havet och ytan är 23,22 kvadratkilometer. Räknas de 2 avrinningsområdena uppströms in blir den ackumulerade arean 75,27 kvadratkilometer. Gárddevárjåhkå som avvattnar avrinningsområdet har biflödesordning 3, vilket innebär att vattnet flödar genom totalt 3 vattendrag (Darreädno, Lilla Luleälv, Luleälven) innan det når havet efter 350 kilometer. Avrinningsområdet består mestadels av kalfjäll (87 procent). Avrinningsområdet har 2,91 kvadratkilometer vattenytor vilket ger det en sjöprocent på 12,5 procent.